# Aleksandr Porfirievici Borodin
Aleksandr Porfirievici Borodin (numele original: în rusă Бородин, Александр Порфирьевич, transliterat: Borodin, Aleksandr Porfirevici; n. 31 octombrie/12 noiembrie 1833, Sankt Petersburg, Imperiul Rus – d. 15/27 februarie 1887, Sankt Petersburg, Imperiul Rus) a fost un compozitor, chimist și medic rus de origine georgiană. Alături de Balakirev, Rimski-Korsakov, Musorgski și Cui, Borodin este unul din membrii așa-numitului "Grup al celor Cinci", grup fondator al școlii muzicale naționale ruse, din cea de-a doua jumătate a secolului XIX. Este cunoscut în special pentru simfoniile sale, cele două cvartete de coarde, poemul simfonic Stepele din Asia Centrală și opera Cneazul Igor. 
A fost un militant pentru drepturile femeilor și a sprijinit drepturile acestora la educație în Rusia, fiind fondatorul Școlii de Medicină pentru Femei din Sankt Petersburg.

## Biografie
Borodin s-a născut în Sankt Petersburg ca fiul nelegitim al unui nobil georgian, Luka Gedevanishvili, și al Evdokia Konstantinovna Antonova, o tânără rusoaică în vârstă de 24 de ani. A fost înregistrat ca fiul unuia dintre iobagii lui Luka, Porfiry Borodin. Când era copil Borodin a primit o educație bună, inclusiv lecții de pian. În 1850 a început să studieze la Academia de Medicină-Chirurgie din Sankt Petersburg, unde mai târziu a lucrat și predat Ivan Pavlov, și a început o carieră în chimie. La absolvire a lucrat timp de un an ca și chirurg într-un spital militar după care a mers la studii avansate timp de trei ani în Europa Occidentală.
În 1862 Borodin a revenit în Sankt Petersburg pentru a obține postul de chimist la Academia de Medicină-Chirurgie și a petrecut restul carierei sale științifice lucrând în cercetare, predând și urmărind educația celorlalți. În cele din urmă a reușit să înființeze cursuri medicale pentru femei (în 1872).
A început să ia lecții de compoziție în 1862 de la Mili Balakirev. În 1863 s-a căsătorit cu Ekaterina Protopopova, o pianistă, și au avut cel puțin un copil, pe nume Gania. Muzica a rămas pentru Borodin o ocupația secundară pe lângă cea de chimist și medic. A avut aproape toată viața probleme de sănătate, învingând holera și câteva atacuri de cord minore. A murit subit în timpul unui bal de la Academie la vârsta de 53 de ani și a fost înmormântat în Cimitirul Tikhvin al Mănăstirii Alexandr Nevsky Lavra din Sankt Petersburg.

### Cariera de chimist
În activitatea sa de chimist Borodin a devenit foarte respectat, fiind apreciat în special pentru cercetările sale în domeniul aldehidelor. Între 1859 și 1862 Borodin a susținut un postdoctorat în Heidelberg. A lucrat în laboratorul lui Emil Erlenmeyer unde a lucrat cu derivații benzenului. A petrecut o perioadă și la Pisa unde a lucrat cu halogeni organici. Un experiment publicat în 1862 descrie prima substituție nucleofilă a clorului și fluorului din clorura de benzoil. O reacție înrudită cunoscută în Occident sub numele de reacția Hunsdiecker publicată în 1939 de frații Hunsdiecker a fost promovată în Uniunea Sovietică sub numele de Reacția Borodin. A publicat lucrări de cercetare între 1864 și 1869 care se aflau în concurență cu cele ale chimistului Friedrich August Kekulé von Stradonitz.
Borodin este co-creditat pentru descoperirea Reacției Aldol împreună cu Charles-Adolphe Wurtz. În 1872 a anunțat Societății de Chimie din Rusia descoperirea unui nou produs din reacțiile aldehidelor cu proprietății asemănătoare cu cele ale alcoolului. A publicat ultimul său studiu de cercetare în 1875 despre reacția amidelor iar ultima sa publicație era cu privire la o metodă de identificare a ureei din urina animalelor.

### Cariera muzicală

#### Opera și lucrările orchestrale
Borodin l-a cunoscut pe Mili Balakirev în 1862. Când se afla sub tutelajul lui Balakirev a început să lucreze la Simfonia nr. 1 în Mi bemol major, care a avut premiera în 1869 sub bagheta lui Balakirev. În același an Borodin a început să lucreze la Simfonia nr. 2 în Si minor care nu a înregistrat un succes deosebit la premiera sa din 1877 sub bagheta lui Eduard Nápravník dar cu câteva re-orchestrări minore a avut parte de o interpretare de succes în 1879 sub bagheta lui Rimski-Korsakov. În 1880 a compus celebrul poem simfonic Stepele din Asia Centrală. Doi ani mai târziu a început să lucreze la a treia simfonie dar care a rămas neterminată la momentul morții sale. Două părți din această lucrare au fost ulterior terminată și orchestrată de Aleksandr Glazunov.
În 1868 Borodin a abandonat lucrul la Simfonia nr. 2 pentru a lucra la opera Cneazul Igor care este considerată cea mai semnificativă lucrare a sa și una dintre cele mai importante opere istorice ruse. Conține Dansurile Polovțiene, frecvent interpretate separat în sălile de concert și este poate cea mai cunoscută compoziție a lui Borodin. Opera (ca și alte câteva lucrări) a rămas neterminată la moartea lui Borodin dar a fost ulterior terminată de Rimski-Korsakov și Glazunov.

#### Muzică de cameră
Niciun alt membru din cercul lui Balakirev nu s-a identificat mai mult în "muzica absolută" decât Borodin în cele două cvartete de coarde ale sale. El însuși un violoncelist, a fost un interpret de cameră entuziast, un interes care s-a adâncit în timpul studiilor sale din chimie de la Heidelberg dintre 1859 și 1861. Din această au rezultat, printre alte lucrări de cameră, un sextet de coarde și un cvintet de pian. În ceea ce privește structura tematică și textura instrumentală, Borodin s-a inspirat după lucrările lui Mendelssohn.
În 1875 Borodin a început să lucreze la primul său cvartet de coarde, spre nemulțumirea lui Mussorgsky și Vladimir Stasov. Faptul că Borodin a lucrat la cvartet cât se afla membru al "Grupului celor cinci", care erau ostili față de muzica de cameră, demonstrează independența sa. După primul cvartet de coarde, Borodin a demonstrat că stăpânește forma. Al doilea cvartet de coarde a urmat în 1881. Primul cvartet de coarde este mai bogat în schimbările de stare. Al doilea cvartet de coarde are o atmosferă și o expresivitate mai uniforma.

## Moșternire muzicală

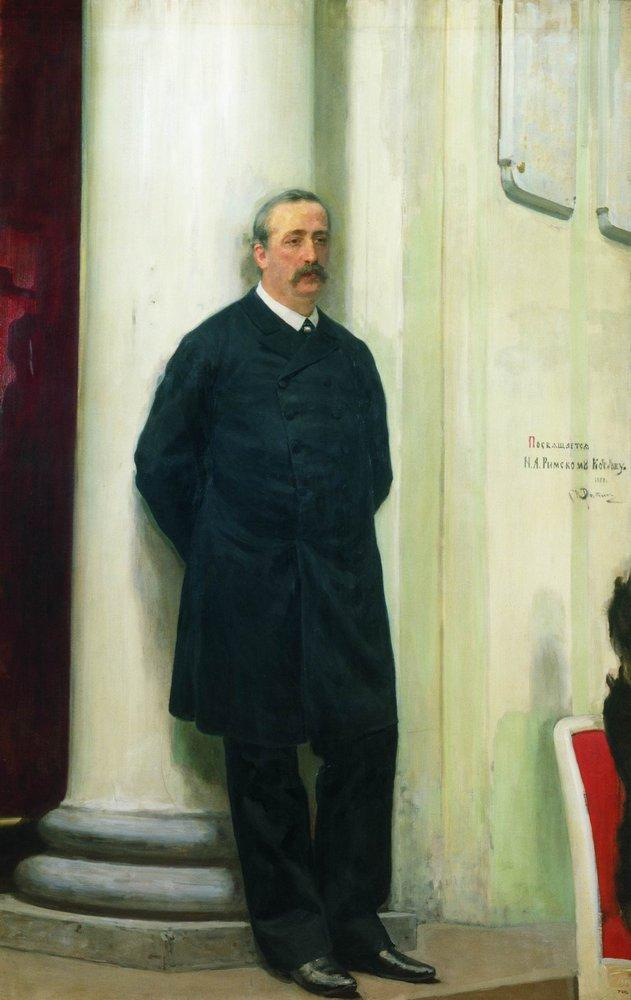
Alexandr Borodin, portret de Ilia Repin (1888)

Celebritatea lui Borodin în afara Imperiului Rus a fost posibilă în timpul vieții sale datorită lui Franz Liszt care a aranjat o interpretare a Simfoniei nr. 1 în 1880 în Germania și datorită Contesei de Mercy-Argenteau în Belgia și Franța. Muzica sa este cunoscută pentru lirismul puternic și armoniile bogate. Împreună cu unele influențe ale unor compozitori Occidentali, ca memrbru al "Grupului celor cinci" muzica sa denotă un puternic caracter rusesc. Muzica sa pasională și armoniile neobișnuite au avut o influență puternică asupra compozitorilor francezi Claude Debussy și Maurice Ravel (ca un omagiu, Ravel a compus în 1913 o piesă pentru pian întitulată À la manière de Borodine.

### Lucrări pentru scenă
- 1890 Cneazul Igor (operă)

### Lucrări orchestrale
- Simfonia nr. 1 în Mi bemol major (1862-1867)
- Simfonia nr. 2 în Si minor (1869-1876)
- Stepele din Asia Centrală (poem simfonic) (1880)
- Simfonia nr. 3 în La minor (1886-1887) (doar două părți)

### Muzică de cameră
- Trioul de pian în Re major (1860-1861)
- Cvintetul de pian în Do minor (1862)
- Cvartetul de coarde nr. 1 în La major (1874-1879)
- Cvartetul de coarde nr. 2 în Re major (1881)